# Joey Gibson
Joey Gibson (Santa Mónica, California, 11 de agosto de 1965) es una modelo estadounidense que fue Playmate del mes para la revista Playboy en el número de junio de 1967. Fue fotografiada en una playa mientras construía un castillo de arena desnuda por Peter Gowland.
En el periodo posterior a la sesión fotográfica de Gibson, se reveló que había sido condenada por prostitución en Santa Mónica (California). La revista Esquire la otorgó uno de sus Premios al Logro de Honor Dudoso. El subtítulo del mismo indicaba para Joey Gibson 1967 fue un año tanto de promesas como de fatigas.